# Levičarski populizam
Levičarski populizam je politička ideologija koja kombinuje levičarksku politiku, populističku retoriku i populističke teme. Populistička retorika obično sadrži anti-elitistička osećanja, opoziciju sistemu i govore za obične ljude”. Teme koje obuhvataju levičarski populisti uključuju antikapitalizam, socijalnu pravdu, pacifizam i anti-globalizam, dok se ideologijom klasnog društva i socijalističkim teorijama bave tradicionalne levičarske partije. Kritika kapitalizma i globalizacije je usko povezana sa antiamerikanizmom koji je znatno evoluirao u levičarsko populističkim pokretima kao rezultat kontraverznih vojnih operacija SAD-a, posebno onih na Bliskom istoku.
Obično se uzima da populistička levica ne isključuje ostale horizontalno i da seoslanja na prava jednakosti. Neki analitičari takođe ističu nacionalističke levičarske populističke pokrete, kao na primer, odlike kemalizma u Turskoj. Za levičarske populističke partije koje se između ostalog bore za prava migranata i LGBT populacije, koristi se termin "uključujući populizam". 
S usponom grčke Sirize i španskog Podemosa uzrokovane rastom duga Evropske Unije, sve češće se pominje novi levičarski populizam u Evropi.

## Po regionima

### Evropa

#### Nemačka
Stranka demokratskog socijalizma je izričito bila proučavana u okviru levičarskog popilizma, pogotovo od strane nemačkih akademika. Partija je formirana posle ujedinjenja Nemačke i bila je slična desničarskom populizmu, po tome što se oslanjala na anti-elitizam i po tome što su mediji bile oslonjene na harizmatične vođe. Partija se borila za isto biračko telo sa desničarskim populizmom, u izvesnoj meri, iako je više bila oslonjena na ozbiljniju platformu u Istočnoj Nemačkoj. Odrednjeni broj njihovih glasača su bili protiv imigracija, mada, te granice je prešao npr. Oskar Lafontaine, koji je prethodno koristio termin koji je povezan sa Nacističkom partijom, Fremdarbeiter ili vanzemaljski radnici, u svojoj predizbornoj kampanji 2005. godine. SDS se ujedinila sa Levičarskom partijom 2007. godine i novi populistički elementi se češće mogu naći u Nemačkoj u okviru levice, nego desničara.

#### Grčka
Syriza, koja postaje najveća partija od izbora 2015. u januaru, opisana je kao levičarska populistička partija, nakon krize u Grčkoj, prilikom koje je svojom platformom ispunila većinu zahteva narodnih pokreta. Populističke odlike (osobine) u Syrizinoj platformi su davale veliki značaj reči ‘‘narod’’ u njihovoj retorici i ‘‘mi/ljudi protiv njih/osnivača‘‘ tj. vladao je antagonizam u kampanjama. Syriza je vodila računa o pitanjima imigracije i LGBT prava. Syriza ne prihvata obeležje ‘‘populizma‘‘.

#### Holandija
Socijalistička partija je krenula da rukovodi levičarskom populističkom platformom nakon pada komunističkog pokreta 1991. godine. Iako je istaknuto da je partija postala manje populistička u okviru proteklih godina, ona još uvek uključuje anti-elitizam u svojim nedavnim izbornim nastupanjima. Ona se suprostavlja svim onim što predstavljaju evropske supersile.

#### Španija
Levičarska populistička partija Podemos osvojila je 8 procenata na nacionalnom glasanju na Evropskim parlamentarnim izborima 2014. godine. 
Prilikom izbegavanja jezika nacionalizma, koji je tipičan za desničarske populariste, Podemos uspeva da privuče pažnju svih levičarskih glasača koji su razočarani sa političkim delovanjem, ne držeći nikome stranu u regionalnoj političkoj borbi. Na izborima 2015. za nacionalni parlament, Podemos dostiže 20.65% od glasanja i postaje treća najveća partija u parlamentu posle konzervativne Narodne partije sa 28.71% i Španske socijalističke radničke partije sa 22.02%. U novom parlamentu Podemos ima 69 mesta od ukupnih 350. Ovaj rezultat je okončao tradicionalni dvopartijski sistem u Španiji.

### Latinska Amerika

#### Argentina
Argentinska vlada Huan Perona uspostavila je levičarski populizam kao politički pokret. Tokom 1950-ih oni su osnovali Peronizam, politički pokret koj se zalaže prioritet smanjenja siromaštva, javnog zdravlja i dobrobit, i potpuno zapošljavanje i politički rad.
Kristina Fernandez de Kiršner, predsednica Argentine od 2007 do 2015. godine, i njen suprug Nestor Kišner oformirali su Kiršnerizam koji se često spominje uz druge Latino Američke pokrete levičarskog populizma ranog 21. veka u Boliviji i Venecueli. Za vreme mandata Kristina Fernandez de Kiršner, ona je bila često angažovana u Kriticizmu Sjedinjenih Američkih Država, držala je govore sa akcentom na anti-globalizaciji i tražila formiranje ekonomskih saveza sa ne-zapadnim semljama kao što su Kina i Rusija, sa određenim mogućstvom za uspeh. Ona je takođe u više navrata govorila o kapitalizmu uopšte. Njenu administraciju je karakterisalo znatno povećanje poreza, posebno na poljoprivredne proizvode Argentinskog glavnog izvoza. 2009. godine, ona je pokrenula Univerzalnu dodelu subvencije po detetu (Poznatije kao AUH u Argentini Asignación Universal por Hijo), beneficirana testirana sredstva porodicama čija su deca kvalifikovana za program (Uprkos svom imenu, AUH nije univerzalna subvencija).

#### Bolivija
Lider Siles Zuazoa praktikovao je levičarski populizam, jednako dobro koliko i sadašnji socijalistički predsednik Evo Morales.

#### Ekvador
Rafael Korea, predsednik Ekvadora, istakao je značaj ’’diskusa populista’’ i integrisao tehnokrate da rade u sklopu konteksta za zajednicu Ekvadorijanaca. U sukobu između domaćih naroda i vlade. Korea je okrivio stranu nevladinu organizaciju za eksploataciju domaćeg stanovništva.

#### Venecuela
Predsedništvo Uga Čaveza liči na kombinaciju narodne mudrosti i harizmatičnog liderstva sa doktrinom socijalizma. Ćavezova vlada podseća na populistički nacionalizam i redistributivizam.

## Trenutne levičarske populističke partije ili partije sa levičarskim populističkim frakcijama
- Argentina-Front za pobedu[22]
- Austrija-Komustička partija Austrije
- Bugarska-Bugarska socijalistička partija
- Bosna i Hercegovina-Savez nezavisnih socijaldemokrata
- Bolivija-Pokret za socijalizam[23]
- Brazil-Radnička Partija[24]
- Kanada-Javna politička partija
- Čile-Širok front
- Kipar-Savez Civila,M Progresivna radnička partija
- Češka Republika-Komunistička partija Bohemije i Moravije, Stranka građanskih prava[25]
- Danska-Crveno-zeleni savez, Inuit Ataqatigiit, Socialistička narodna partija
- Dominikanska Republika-Dominikanska liberalna partija
- Ekvador-PAIS Alliance[23]
- Estonija-Ujedinjena levičarska partija Estonije
- Evropa-Partija evropske Levice, Evropska ujedinjena levica-Nordijaska zelena levica
- Francuska-Levičarski front[26][27] La France insoumise
- Finska-Komunistička parija Finske
- Nemačka-Levičarska parija[28]
- Grčka-Syriza,[29][30] Popular Unity, Course of Freedom
- Italija-Five Star Union,[30] Free Alternative, Ostala Evropa
- Iran-People's Mujahedin of Iran[31]
- Irska-Irska republistička socijalistička partija
- Luksemburg-Levičarska parija
- Namibija-Namibian Economic Freedom Fighters
- Holandija-Socijalistička partija
- Norveška-Socijalistička radnička partija
- Filipini-PDP–Laban
- Poljska-Razem
- Srbija-Socijalistička partija Srbije
- Slovenija-Direction–Socijalna demokratija[32][33][34]
- Južna Afrika-Economic Freedom Fighters[35]
- Južna Koreja- People's United Party
- Španija-Podemos,[36][37][38] Anova-Nationalist Brotherhood, United Left
- Švedska-Levičarska partija
- Ukrajina-Komunistička parija Ukrajine[39]
- Ujedinjeno Kraljevstvo,* Irska
- Ujedinjeno Kraljevstvo-Green Party, Scottish Socialist Party[40]
- USA-Demokratska partija[41][42][43]
- Venecuela-Ujedinjena socijalistička partija Venecuele[21][44]

## Literatura
- Albertazzi, Daniele; McDonnell, Duncan . Twenty-First Century Populism. Palgrave MacMillan. 2008.  9780230013490.
- Weyland, Kurt (2013). „The Threat from the Populist Left”. Journal of Democracy. 24 (3): 18—32. S2CID 154433853. doi:10.1353/jod.2013.0045.
- March, Luke (2007). „From Vanguard of the Proletariat to Vox Populi: Left-Populism as a 'Shadow' of Contemporary Socialism”. Sais Review of International Affairs. 27 (1): 63—77. S2CID 154586793. doi:10.1353/sais.2007.0013.